# O sacrum convivium
O Sacrum Convivium – łaciński średniowieczny tekst modlitwy pisanej prozą, ułożony na cześć Eucharystii. Został umieszczony jako antyfona do Magnificat w nieszporach liturgicznego oficjum na katolicką uroczystość Bożego Ciała. Samo oficjum jest przypisywane z dużym prawdopodobieństwem Tomaszowi z Akwinu (1225-1274).  Treść wyraża głęboki związek celebracji eucharystycznej, nazwanej ucztą, z Misterium paschalnym: 

O święta uczto, na której pożywamy Chrystusa, 
odnawiamy pamięć Jego męki,
dusze napełniamy łaską, 
i otrzymujemy zadatek przyszłej chwały".

Akcentując paschalny wymiar uczty eucharystycznej, tekst modlitwy przytoczyła Konstytucja o liturgii Sacrosanctum concilium Soboru watykańskiego II, mówiąc że Chrystus pozostawił „sakrament miłosierdzia, znak jedności, węzeł miłości, ucztę paschalną, podczas której przyjmujemy Chrystusa, duszę napełniamy łaską i otrzymujemy zadatek przyszłej chwały” (KL 47). Modlitwę komentuje też Katechizm Kościoła Katolickiego (n. 1402) w sekcji poświęconej Eucharystii jako eschatologicznemu zadatkowi życia wiecznego w chwale.

## W chorale
Do łacińskiego tekstu O Sacrum Convivium istnieją melodie gregoriańskie i ambrozjańskie. Także wielu nowożytnych kompozytorów napisało muzykę z tym tekstem, np. Thomas Tallis, William Byrd, Franz Liszt, Don Lorenzo Perosi i wielu innych.